# Agrotis phaeochroa
Agrotis phaeochroa är en fjärilsart som beskrevs av George Francis Hampson 1913. Agrotis phaeochroa ingår i släktet Agrotis och familjen nattflyn. Inga underarter finns listade i Catalogue of Life.